# Phenacoccus larvalis
Phenacoccus larvalis är en insektsart som beskrevs av Borchsenius 1949. Phenacoccus larvalis ingår i släktet Phenacoccus och familjen ullsköldlöss. Inga underarter finns listade i Catalogue of Life.